# Kościół św. Rocha w Zirndorfie
Kościół św. Rocha – gotycki kościół protestancki, znajdujący się w Zirndorf. W XVIII w. został przebudowany w stylu barokowym.

## Źródła
- Georg Stolz: August Gebeßler: Stadt und Landkreis Fürth (= Bayerische Kunstdenkmale. Band 18). Deutscher Kunstverlag, München 1963, DNB 451450957